# María Luisa Anido

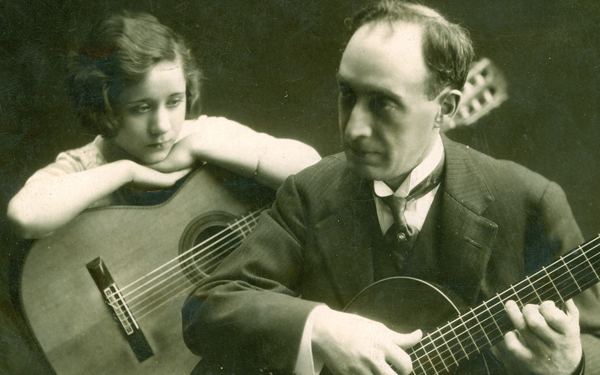
Maria Luisa Anido i Miquel Llobet

María Luisa Anido   (Morón, 26 de gener de 1907 - Tarragona, 4 de juny de 1996) fou una compositora i guitarrista argentina. En cercles íntims se la coneixia amb el sobrenom de Mimita.

## Biografia
Va néixer el 26 de gener de 1907 a Morón, a la província de Buenos Aires, Argentina. Era la quarta filla de Juan Carlos Anido i Betilda González Rigaud. La seva família es va traslladar a Buenos Aires quan ella era molt jove. Va estudiar amb Domingo Prat a l'Argentina i Miguel Llobet a Espanya. A partir de 1925, va actuar amb freqüència a l'Argentina juntament amb Llobet. A la dècada de 1940, va ensenyar al Conservatori de Buenos Aires, i a la universitat Nacional del Litoral, a Rosario (Argentina).  La seva primera aparició a Londres va ser el 1952 al Wigmore Hall, i durant la dècada de 1960 va passar diversos anys actuant i ensenyant a Rússia. El 1976 s'establí a Barcelona, on residí fins al 1987, any en què fou contractada pel govern cubà per exercir la docència en L'Havana. El 1989 retornà a Catalunya, on romangué fins a la seva mort.

## La gran dama de la guitarra
"Mimita" explicava en vida com la va influir el seu pare, guiant-la en els seus primers passos artístics en el món de la guitarra ensenyant-li els seus primers acords i acompanyant-la en les seves primeres gires nacionals i internacionals i sobre tot a ell se li deu que en nombroses ocasions durant la infància de Maria Luisa conegués a guitarristes de la talla d'Emili Pujol i Villarrubí, Regino Sainz de la Maza, Miguel Llobet, Josefina Robledo, etc. Domingo Prat, prestigiós guitarrista i pedagog català, es converteix l'any 1914 en professor i tutor artístic de la petita Mimita, qui participava gràcies al seu mestre, en diverses audicions musicals (1916-18), suscitant elogis i admiració crítica.
Com a mostra de l'adoració que sent per Mimita, el seu pare adquireix per a ella en Espanya la famosa guitarra Torres que havia estat propietat de Francesc Tàrrega. Amb només 11 anys debut amb la seva guitarra Torres com a concertista en el Salón «La Argentina» de Buenos Aires, fòrum destinat als més il·lustres guitarristes de l'època.
Autèntica nena prodigi, actuà per primera vegada en públic als nou anys i debutà com a concertista als onze, estrenant per aquesta ocasió un instrument que havia pertangut a Francesc Tàrrega. Cal destacar que M. Llobet va ser alumne predilecte de Tàrrega, i de la mateixa manera, Maria Luisa Anido va ser a deixeble preferida de Llobet, pel que aquesta guitarra, que ara es conserva en una col·lecció particular, va esdevenir un pont entre els últims moments del creador de l'escola moderna de la guitarra i els principis de la brillant carrera de qui més tard fou anomenada la Gran Dama de la Guitarra.

## Trajectòria
Vinculada a la guitarra per influència del seu pare, fou alumna del concertista català Miquel Llobet en el curs dels viatges que aquest realitzava per l'Argentina.
En els anys 50, viatja per primera vegada a Europa i obté el reconeixement del públic i de la crítica especialitzada. Es van succeir els elogis a la seva tècnica prodigiosa, la seva cultura musical i la seva exquisida interpretació. A partir de llavors recorre capitals i ciutats de diversos països d'arreu d'Europa, Japó, l'antiga Unió Soviètica i diverses nacions sud-americanes. 
En els anys 80 <<Mimita>> va viatjar diverses vegades a Cuba, va exercir com a catedràtica, també de jurat del concurs internacional de Guitarra el 1988. Aquell mateix any va ser anomenada doctor <<honoris causa>> de la Universidad de La Habana. L'any següent la Fundació Konek de Buenos Aires, li va atorgar el premi de millor intèrpret d'instruments de corda en la història de la música clàssica argentina. Però no només va destacar com a intèrpret; com a compositora – va deixar una gran quantitat d'obres, considerades de gran riquesa, encara que lamentablement no molt difoses.

## Obres per a guitarra
Els Preludios Nostálgicos reflecteixen els períodes en què Anido va viure lluny del seu país. Lejanía, dedicada al seu deixeble Omar Atreo, va ser composta el 1962 i publicada el 1971 a Buenos Aires. Mar i Gris es van publicar a Espanya l'any 1977. Una atmosfera impressionista impregna la seva estructura d'acords arpegiats. Lejanía mostra la seva malenconia a través d'arpegis lents, Mar flueix en continu moviment i transformació i Gris reflecteix un sentiment de pau i plenitud.[2]
María Luisa Anido ha estat una de les poques compositores femenines de la seva època. Les seves composicions són sobretot miniatures que reflecteixen diversos aspectes de la seva personalitat. Aire Norteño, la seva peça més popular, és un 'Bailecito', una petita dansa present a totes les festes del nord-oest de l'Argentina, que generalment va acompanyat de charangos, quenas i caixes. Anido toca amb freqüència les notes de baix pizzicato per emfasitzar la juxtaposició de 3/4 temps en el baix i 6/8 en la melodia, una característica que es troba freqüentment en el folklore argentí.
El 1927, Anido va compondre la seva primera peça, Barcarola. Miguel Llobet, el guitarrista català, li va escriure poc després: "He llegit i tocat la teva Barcarola; les veus es veuen magnífiques amb un gust admirable de les seves característiques naturals; els colors del to són perfectes. Bravo, molt ben fet. Crec que hauries de continuar escrivint les teves excel·lents inspiracions ".
A Canción del Yucatán, Anido alterna el ritme d'havaneres característic amb tressets i rubatos que marquen el caràcter dolç i femení de la peça. Seguint l'exemple de Llobet, recrea, a través de glissandi i l'exquisit legato, l'ambient íntim de la cançó mexicana 'Adiós ... Adiós ...'.
Bona part de la seva música està inspirada en el folklore argentí. Preludio campero il·lustra l'actitud del gaucho mentre improvisa els cordons a la seva guitarra fins que apareix, sense pressa, una petita melodia amb la tranquil·litat i la llibertat que imparteix la immensitat de la pampa. Un pedal a De mi Tierra es balanceja en continu moviment. No té por de les altes posicions de la guitarra, de manera que toca amb melodies a les notes més altes, en contrast amb aquell baix ostinato.

### Guitarra «Torres»
La Guitarra «Torres» que va pertànyer al insigne Francesc Tàrrega. És de destacar que Miguel Llobet va ser alumne predilecte de Tàrrega, pel que aquesta guitarra, que ara es conserva en una col·lecció particular, va establir un pont entre els últims moments del creador de l'escola moderna de la guitarra i els principis de la brillant carrera de qui més tard es va anomenar La Gran Dama de la Guitarra.

## Origen de «Mimita»
Quan va començar en els seus inicis l'anomenaven Bimbín, La Bimbín. La seva mare li va ficar aquest nom a una nina de terracota que tenia i com Maria Luisa no ho podia pronunciar deia: «Mimí, mimí». Llavors la van començar a anomenar així i més tard es va transformar fins a la coneguda Mimita o Mima.

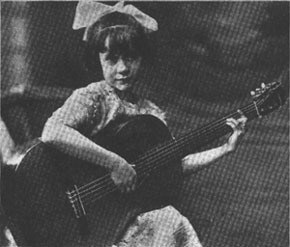

## Llistat d'obres originals

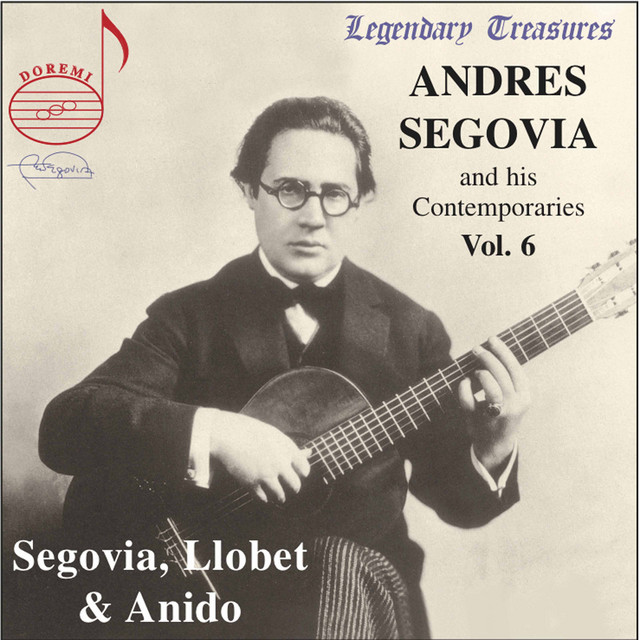
Segovia, Llobet i Anido

| Obra | Editorial              | Enllaç vídeo               |
| Adiós, adiós (armonización) | ed. Antigua Casa Nuñez |                            |
| Aire Norteño | ed. Korn               |                            |
| Aire de vidalita | ed. Berben             |                            |
| Barcalola | ed. Korn               |                            |
| Canción de cuna | ed. Berben             |                            |
| Canción del Yucatán | ed. Korn               |                            |
| Canción número 3 | ed. Berben             |                            |
| De mi tierra | ed. Korn               |                            |
| Gato (popular) | ed. Antigua Casa Nuñez |                            |
| Impresiones argentinas (álbum) a) Boceto Indígena b) Santiagueña c) Canto de la llanura d) Triste número 1 e) Preludio criollo f) Preludio pampeano g) Catamarqueña h) El Misachico i) Variaciones camperas | ed. Korn               | a) b) c) d) e) f) g) h) i) |

## Transcripcions publicades
| Títol                                                      | Composició          | Editorial          | Enllaç vídeo |
| ---------------------------------------------------------- | ------------------- | ------------------ | ------------ |
| Aire criollo número 1                                      | Aguirre, J.         | Ricordi            |              |
| Malagueña                                                  | Albéniz, I.         | Ricordi            |              |
| Minueto                                                    | Alcorta, A.         | Berben             |              |
| Cantiga                                                    | Alfonso El Sabio    | Berben             |              |
| Courante (Segona Suite)                                    | Bach, J.S.          | Ricordi            |              |
| Muñeca enferma                                             | Txaikovsky, P.I.    | Korn               |              |
| Le Petite berger                                           | Debussy, C.         | Ricordi            |              |
| Hist Rest                                                  | Farnaby, G.         | Korn               |              |
| Vals (op. 12, n.2)                                         | Grieg, E.           | Korn               |              |
| Gavota                                                     | Haendel, G.F.       | Ricordi            |              |
| Minueto                                                    | Hummell, J.         | Korn               |              |
| Berceuse (op. 12, n. 7)                                    | Ilynsky, A.         | Ricordi            |              |
| Rancho abandonado                                          | Mac. Dowell, E.     | Ricordi            |              |
| Canción                                                    | Mendelssohn, F.     | Ricordi            |              |
| Andante                                                    | Mozart, W.A.        | Ricordi            |              |
| Allegro                                                    | Mozart. W.A.        | Ricordi            |              |
| Minuetto (de Don Juan)                                     | Mozart, W.A.        | RIcordi            |              |
| Tambourin                                                  | Rameau, J. Ph.      | Berben             |              |
| Mazurca                                                    | Rebikov, V          | Korn               |              |
| Dolor (preludio vasco)                                     | San Sebastián, J.A. | Ricordi            |              |
| Minueto                                                    | Scarlatti, A.       | Ricordi            |              |
| Sonata                                                     | Scarlatti, D.       | Ricordi            |              |
| Preludio (op. 2, n. 2)                                     | Scriabin, A.        | Ricordi            |              |
| Cuento (op. 62, n. 3)                                      | Scharwenka, L.      | Ricordi            |              |
| De países y hombres extraños (op. 15, n. 1)                | Schumann, R.        | Ricordi            |              |
| Hoja de álbum (op. 124, n. 6) (Schumann, R.) (ed. Ricordi) | Schumann, R.        | Ricordi            |              |
| Milonga del árbol                                          | Williams, A.        | Antigua Casa Nuñez |              |